# Ragyogás (televíziós sorozat)
A Ragyogás (eredeti cím: The Shining vagy Stephen King's The Shining) háromrészes amerikai minisorozat Mick Garris rendezésében, Stephen King 1977-ben kiadott hasonló című regényének televíziós adaptációja. Ez volt a könyv második feldolgozása, Stanley Kubrick 1980-ban bemutatott filmrendezése után. A sorozat forgatókönyvírója és producere King volt, aki csalódott Kubrick – a forrásműtől erősen eltérő – filmváltozatában. A forgatás helyszíne a coloradói Estes Parkban található The Stanley Hotel volt, ez az épület inspirálta Kinget regénye megírásakor is. 
A főbb szerepekben Steven Weber (Jack Torrance), Rebecca De Mornay (Wendy Torrance), Courtland Mead és Wil Horneff (Danny Torrance gyerekként, illetve tizenévesen), továbbá Melvin Van Peebles (Dick Hallorann) látható. 
Az ABC csatorna az Amerikai Egyesült Államokban 1997. április 27. és május 1. között sugározta a sorozatot. Bemutatásakor pozitív kritikákat kapott, egyebek mellett kiemelve a cselekmény felépítését, a sminkmesteri munkát, a hangvágást és a hátborzongató atmoszférát. A sorozat két Primetime Emmy- és két Szaturnusz-díjat nyert. Ennek ellenére a későbbi kritikák negatívabb hangvételűek voltak, különösen Kubrick filmjével összehasonlítva a művet.

## Cselekmény
Jack Torrance alkoholizmusa és heves vérmérséklete miatt elveszítette tanári állását egy előkelő iskolában. Családi élete sem felhőtlen, miután egy évvel korábban részegen hirtelen felindulásában eltörte a kisfia karját. Tetteitől elborzadva Jack közli feleségével, Wendyvel: ha ismét inni kezdene, önszántából fogja elhagyni őket „így vagy úgy” – arra célozva, hogy inkább öngyilkosságot követ el, mintsem alkoholistaként éljen. 
Az immár józan és írói ábrándokat dédelgető Jack elfogad egy bentlakásos gondnoki állást a coloradói Overlook Hotelben, mely télen kiürül és megközelíthetetlenné válik. A munka nem csupán anyagi biztonságot jelent számára, de első színdarabja megírására is lesz ideje. Családjával együtt a hotelbe költözik a téli hónapokra, itt megismerkedik Dick Hallorann főszakáccsal. Hallorann felismeri Danny különleges, természetfeletti képességeit, melyet a férfi „ragyogásnak” nevez. Dannynek van egy képzeletbeli idősebb mentora is, Tony, aki a kisfiú látomásaiban tűnik fel, megmutatva számára a jövőt. Hallorann felajánlja a fiúnak, hogy bármikor kapcsolatba léphet vele telepatikus úton, amennyiben segítségre lenne szüksége. A Torrence családot körbevezetik a szállodában, majd magukra hagyják őket egész télre.
Hamarosan nyilvánvalóvá válik a hotelben tevékenykedő, gonosz erő létezése, mely Dannyt saját, alantas céljaira akarja felhasználni. Elsőként Danny veszi észre a különös történéseket (villódzó lámpákat, rejtélyes emberi hangokat és kíséreteteket), valamint baljós látomásai is támadnak a rá és szüleire leselkedő veszéllyel kapcsolatban. A szellemek Jack előtt is megmutatkoznak, Delbert Grady, a hotel előző gondnokának vezetésével - Grady a hotel utasítására korábban kiirtotta családját, majd öngyilkosságot követett el. Grady és a kísértetek el akarják hitetni Jackkel, hogy Wendy és Danny összeesküdött ellene, ezért egy megoldás maradt a férfi számára: ha végez velük. Jacknek egy működő bárt is rendelkezésére bocsátanak, a férfi így ismét inni kezd. Ahogyan Jack egyre inkább elveszíti józan eszét, Wendy aggódni kezd saját és kisfia testi épségéért.
Danny telepatikus úton odahívja Hallorannt Floridából, de Jack egy krokettütővel megsebesíti és sorsára hagyja a helyszínre érkező szakácsot. Danny az apjával is fel tudja venni a kapcsolatot, figyelmeztetve az elhanyagolt hotelkazánra (melyet naponta karban kell tartani a robbanásveszély miatt). Danny, Wendy és az életben maradt Hallorann elmenekül az épületből, Jack pedig a kazánt felrobbantva feláldozza életét és elpusztítja a hotelt. 
Tíz évvel később Danny befejezi a középiskolát és kiderül, Tony a kisfiú felnőttkori énje volt. Az iskolai ünnepségen Wendy és Hallorann mellett Jack szelleme is részt vesz, aki büszkeséggel tekint Dannyre. Coloradóban a hotelt újjáépítik és egy nyári üdülő lesz belőle, emiatt az egykori hotel szellemei ismét lesben állnak, leendő áldozataikra várva.

## Szereplők
- Steven Weber – Jack Torrance
- Rebecca De Mornay – Wendy Torrance
- Courtland Mead – Danny Torrance
  - Wil Horneff – Tony/Danny felnőttként
- Melvin Van Peebles – Dick Hallorann
- Pat Hingle – Pete Watson
- Elliott Gould – Stuart Ullman
- John Durbin – Horace Derwent
- Stanley Anderson – Delbert Grady
- Cynthia Garris – Lorraine Massey (nő a 217-es szobában)
- Lisa Thornhill – Rita Hayworth hasonmás
- Miguel Ferrer – Mark James Torrance
- Michael O’Neill – Dr. Daniel Edwards
- Jan Van Sickle – Al Shockley

## Fordítás
- Ez a szócikk részben vagy egészben  a   The Shining (miniseries) című angol Wikipédia-szócikk fordításán alapul.  Az eredeti cikk szerkesztőit annak laptörténete sorolja fel. Ez a jelzés csupán a megfogalmazás eredetét és a szerzői jogokat jelzi, nem szolgál a cikkben szereplő információk forrásmegjelöléseként.